# Az Ördög és a Jóisten
Az Ördög és a Jóisten (Le Diable et le Bon Dieu) Jean-Paul Sartre drámája, aminek megjelenése 1950-re datálható. A dráma premierje Párizsban, a Théâtre Antoine-ban volt, 1951-ben.
A művet Sartre legjobb darabjának tartják. A világ sok országában bemutatták, és megjelent nyomtatásban is.
A darab az emberi lét alapvető etikai problematikájával, a jó és a rossz kérdésével foglalkozik, beleágyazva ezt a forradalmi cselekvés konkrét erkölcsiségébe. A szerző a felelősség moralitását járja körül. A dráma Sartre baloldali egzisztencialista gondolkodói fejlődésében a közösségért való cselekvés kontextusában merül fel.

## Tartalma
A darab főhőse Götz von Berlichingen, a német parasztháború egyik főszereplője, akit sokan mások is megénekeltek.
Götz, zsoldoskapitány, Heinrich, a szegények papja, és Nasty, a lázadók vezére a saját világában igyekszik megtalálni a helyes erkölcsi döntéseket, a cselekvés szükséges és igaz módját, ami a jó ügyet szolgálja. Közülük csak Götz mer szembenézni azzal, hogy nincs elvont Rossz és Jó. Isten nemléte nem tud támpont lenni a  döntésekben, tehát a felelősség teljesen az ember vállán nyugszik.
Götz ráébred, hogy a Rossz mellé szegődött, és ezt jóvá akarja tenni. Az Isten oldalára áll. Végeredményképp viszont akárhol áll, a gonoszság szolgája.

## Magyarországon
Fordítását az Európa Könyvkiadónál Bajomi Lázár Endre végezte. Magyarországon először a Thália Színházban mutatták be a darabot Kazimir Károly rendezésében, Nagy Attila (Götz), Somogyvári Rudolf (Heinrich) és Inke László (Nasty) főszereplésével, 1964. szeptember 26-án.

### Magyar kiadás
- Európa Könyvkiadó, Budapest, 1963 (196 oldal) Fordította: Bajomi Lázár Endre